# 松岡美佳
松岡 美佳（まつおか みか、1977年6月13日 - ）は、日本の女性声優。滋賀県出身。以前は青二プロダクション（ジュニア）、トルバドール音楽事務所所属。

## 略歴
- 1997年 青二塾大阪校15期生入塾
- 1999年 青二塾大阪校15期生卒業
- 2001年 青二プロダクション所属
- 2003年 トルバドール音楽事務所へ移籍

## 出演
太字はメインキャラクター。

### テレビアニメ
- まみむめ★もがちょ（2001年、バイおー）
- FF：U 〜ファイナルファンタジー:アンリミテッド〜（2001年、異界の人E）
- ののちゃん（2001年 - 2002年、鈴木の母）
- 激闘!クラッシュギアTURBO（2001年 - 2003年、揉田ダイキチ、獅子川カズヤ、ジーファくん 他）
- 釣りバカ日誌（2002年、女獣医）
- 爆転シュート ベイブレード2002（2002年、ゲンタ、フトシ）
- ベイベーばあちゃん（2002年、金々寺欲江）
- キディ・グレイド（2002年、子供2）
- 爆転シュート ベイブレードGレボリューション（2003年、笑顔小太郎）
- ONE PIECE（2003年、プカウ）
- クラッシュギアNitro（2003年 - 2004年、斉藤ハジメ）
- 爆球Hit! クラッシュビーダマン（2006年、おばさん）
- MOONLIGHT MILE 1stシーズン -Lift off-（2007年、キャロル・バーンズ）
  - MOONLIGHT MILE 2ndシーズン -Touch down-（2007年、キャロル、女性兵士）
- ポルフィの長い旅（2008年、おばさん）
- バトルスピリッツ 少年突破バシン（2008年 - 2009年、生徒A、生徒B、学年主任、青果店店員、女子生徒、男子生徒）
- バトルスピリッツ 覇王（2011年 - 2012年、大泉カタル[2]）
- スイートプリキュア♪（2011年、肉屋のおばちゃん）
- バトルスピリッツ ソードアイズ（2013年、イガラシ）
- 最強銀河 究極ゼロ 〜バトルスピリッツ〜（2014年、サルガッソー魔神）
- クレヨンしんちゃん（2018年、土肥金山夏菜子）
- ドラえもん（テレビ朝日版第2期）（2018年、少年B、飼い主）

### OVA
- I'll/CKBC（女生徒）
- サクラ大戦 神崎すみれ 引退記念 す・み・れ（観客）

### ゲーム
2002年
- AIR
- テイルズ オブ ファンダム Vol.1（村の女）

2003年
- テイルズ オブ シンフォニア（シルフ・ユーティス）

2005年
- サモンナイトエクステーゼ 夜明けの翼（ムガ）

2006年
- サモンナイト4（ムガ）

2013年
- テイルズ オブ シンフォニア ユニゾナントパック（シルフ・ユーティス）

### ドラマCD
2001年
- テイルズ オブ ファンタジア なりきりダンジョン -月の章-

### ボイスオーバー
- フジテレビジョン THE インジケーターX

### 特撮
2002年
- ウルトラマンコスモス（宇宙怪獣 ザランガ）

### CM
- ヤマヨシ わさビーフ（ナレーション）